# モーゼス・イタウマ
モーゼス・イタウマ（Moses Itauma、2004年12月28日 - ）は、イギリスのプロボクサー。スロバキアケジュマロク出身。

## 来歴

### 幼少期
生い立ち
スロバキアのケジュマロクで、ナイジェリア人の父親とスロバキア人の母親との間に生まれる。イタウマが2歳の時、人種差別を経験して一家はロンドン南東のケント州チャタムに移住した。
ボクシングとの出会いと影響
アマチュアで活躍した後ライトヘビー級でプロデビューを果たした4歳年上の兄カロル・イタウマに連れられ、9歳の時にチャタムにあるジムで半ば強制的にグローブを握った。
その「ラギド・スクール」というジムで伸び伸びとトレーニングをこなしていたが、10代の少年にとっては過酷なもので学校で喧嘩沙汰を起こす事もあった。
ビッグネームとのスパーリング
15歳の時に後のWBO世界クルーザー級王者のローレンス・オコリーのスパーリングパートナーを務めた。
その後、ジョー・ジョイス、ダニエル・デュボア、アンソニー・ジョシュアといったビッグネームたちをスパーリングでサポートした。ジョシュアとは父親がナイジェリア人という共通点があり、「AJからは公私とも多くの事を学んだ」と語っている。

### アマチュア時代
2022年11月、世界ユース選手権で金メダルを獲得した他、スクール、ジュニア、ヨーロッパユースでも優勝し、24勝無敗の戦績を残した。

### プロ時代
2023年1月28日、ウェンブリーのウェンブリー・アリーナで、マーセル・ボードとヘビー級4回戦を行い、初回23秒KO勝ちを収めデビュー戦を白星で飾った。
2023年3月25日、テルフォードのテルフォード・インターナショナル・センターで、ラモン・アルベルト・イバラとヘビー級4回戦を行い、初回35秒KO勝ちを収めた。
2023年4月15日、クイーン・エリザベス・オリンピック・パークのカッパー・ボックスで、コスティアンティン・ドブビシチェンコとヘビー級6回戦を行い、6回3-0判定勝ちを収めた。
2023年7月29日、テルフォードのテルフォード・インターナショナル・センターで、ケビン・ニコラス・エスピンドラとヘビー級6回戦を行い、6回3-0判定勝ちを収めた。
2023年9月23日、ウェンブリーのウェンブリー・アリーナで、アミネ・ブセッタとヘビー級6回戦を行い、初回1分33秒TKO勝ちを収めた。
2023年10月28日、リヤドのブレバード・ホールにてタイソン・フューリー 対 フランシス・ガヌー戦の前座でイストバン・ベルナスとヘビー級6回戦を行い、初回1分53秒TKO勝ちを収めた。
2023年12月1日、ベスナル・グリーンのヨーク・ホールで、ミハル・ボロスとヘビー級6回戦を行い、初回1分TKO勝ちを収めた。
2024年3月22日、ベスナル・グリーンのヨーク・ホールで、ダン・ガルバーとヘビー級8回戦を行い、初回2分22秒TKO勝ちを収めた。
2024年5月18日、リヤドのキングダム・アリーナにてタイソン・フューリー 対 オレクサンドル・ウシク戦の前座でイルハ・メセンセフとWBOインターコンチネンタルヘビー級王座決定戦を行い、2回50秒TKO勝ちを収めた。
2024年7月27日、グリニッジのO2アリーナ (ロンドン)でマリウス・ワッチとWBOインターコンチネンタルヘビー級タイトルマッチを行い、2回2分30秒TKO勝ちを収めWBOインターコンチネンタル王座の初防衛に成功した。
2024年12月21日、リヤドのキングダム・アリーナにてオレクサンドル・ウシク対タイソン・フューリー第2戦の前座でデムジー・マッキーンとWBOインターコンチネンタルヘビー級タイトルマッチおよびWBAインターナショナル・コモンウェルスシルバー同級王座決定戦を行い、初回1分57秒TKO勝ちを収めWBOインターコンチネンタル王座の2度目の防衛、WBAインターナショナルおよびコモンウェルスシルバー王座の獲得に成功した。
2025年8月16日、リヤドのANBアリーナにて元WBC世界ヘビー級暫定王者のディリアン・ホワイトとWBOインターコンチネンタル・WBAインターナショナルヘビー級タイトルマッチおよびコモンウェルス同級王座決定戦を行い、初回1分59秒TKO勝ちを収めWBAインターナショナル王座の2度目の防衛とWBOインターコンチネンタル王座の4度目の防衛およびコモンウェルス王座の獲得に成功した。

## 人物・エピソード
- 幼少期の頃のお気に入りのファイターがナジーム・ハメドであり、ハメドのスタイルの要素を自分のボクシングに取り入れていると話しており、「私は彼をよく見ていたし、ダンスから始まるハイライトリールを50回くらい見た事もある。お気に入りのファイターの1人だった。私は彼とは異なるスタイルだが彼がやっていた事をいくつか実行するつもりだ」とも語っている。
- マイク・タイソンの持つヘビー級王座獲得最年少記録（20歳4ヶ月22日）の更新を目指している。
- 10代の時に過酷なトレーニングの影響で何度も喧嘩沙汰を起こしていたが非行に走った事は1度も無く、英国メディア「メールオンライン」のインタビューでは「イジメをする人をイジメていた」と回想している。
- 14歳で身長193cm、体重が108kgあった。

## 戦績
- アマチュアボクシング：24戦 24勝 (11KO) 無敗
- プロボクシング：13戦 13勝 (11KO) 無敗

| 戦           | 日付           | 勝敗 | 時間    | 内容    | 対戦相手                             | 国籍           | 備考                                                                                           |
| ------------ | -------------- | ---- | ------- | ------- | ------------------------------------ | -------------- | ---------------------------------------------------------------------------------------------- |
| 1            | 2023年1月28日  | ☆    | 1R 0:23 | KO      | マーセル・ボード                     | チェコ         | プロデビュー戦                                                                                 |
| 2            | 2023年3月25日  | ☆    | 1R 0:35 | KO      | ラモン・アルベルト・イバラ           | アルゼンチン   |                                                                                                |
| 3            | 2023年4月15日  | ☆    | 6R      | 判定3-0 | コスティアンティン・ドブビシチェンコ | ウクライナ     |                                                                                                |
| 4            | 2023年7月29日  | ☆    | 6R      | 判定3-0 | ケビン・ニコラス・エスピンドラ       | アルゼンチン   |                                                                                                |
| 5            | 2023年9月23日  | ☆    | 1R 1:33 | TKO     | アミネ・ブセッタ                     | ベルギー       |                                                                                                |
| 6            | 2023年10月28日 | ☆    | 1R 1:53 | TKO     | イストバン・ベルナス                 | ハンガリー     |                                                                                                |
| 7            | 2023年12月1日  | ☆    | 1R 1:00 | TKO     | ミハル・ボロス                       | ポーランド     |                                                                                                |
| 8            | 2024年3月22日  | ☆    | 1R 2:22 | TKO     | ダン・ガルバー                       | イギリス       |                                                                                                |
| 9            | 2024年5月18日  | ☆    | 2R 0:50 | TKO     | イルハ・メセンセフ                   | ドイツ         | WBOインターコンチネンタルヘビー級王座決定戦                                                    |
| 10           | 2024年7月27日  | ☆    | 2R 2:30 | TKO     | マリウス・ワッチ                     | ポーランド     | WBOインターコンチネンタル防衛1                                                                 |
| 11           | 2024年12月21日 | ☆    | 1R 1:57 | TKO     | デムジー・マッキーン                 | オーストラリア | WBAインターナショナル・コモンウェルスシルバーヘビー級王座決定戦 WBOインターコンチネンタル防衛2 |
| 12           | 2025年5月24日  | ☆    | 2R 0:37 | TKO     | マイク・バログン                     | オーストラリア | WBAインターナショナル防衛1・WBOインターコンチネンタル防衛3                                     |
| 13           | 2025年8月16日  | ☆    | 1R 1:59 | TKO     | ディリアン・ホワイト                 | イギリス       | コモンウェルスヘビー級王座決定戦 WBAインターナショナル防衛2・WBOインターコンチネンタル防衛4    |
| テンプレート |                |      |         |         |                                      |                |                                                                                                |

## 獲得タイトル
- WBOインターコンチネンタルヘビー級王座
- WBAインターナショナルヘビー級王座
- コモンウェルスヘビー級シルバー王座
- コモンウェルスヘビー級王座